# Пяйваярви
Пя́йвая́рви — озеро на территории Юшкозерского сельского поселения Калевальского района Республики Карелия.

## Общие сведения
Площадь озера — 5,4 км², площадь бассейна — 19,5 км². Располагается на высоте 101,5 метров над уровнем моря.
Форма озера лопастная, продолговатая, вытянутая с севера на юг. Берега каменисто-песчаные, местами болотистые.

В северную оконечность озера втекает ручей Пиаоя, берущий начало из болота. Из южной оконечности озера вытекает река Янгайоки(в верхнем течении — ручей Пяйваоя).
На озере расположены три острова без названия различной величины.
Населённые пункты близ озера отсутствуют. Ближайший — посёлок Новое Юшкозеро — расположен в 12 км к югу от озера.
Код водного объекта в государственном водном реестре — 02020000911102000005742.